# Sdérot
Cette page contient des caractères spéciaux ou non latins. S’ils s’affichent mal (▯, ?, etc.), consultez la page d’aide Unicode.
 (mai 2008).
Si vous disposez d'ouvrages ou d'articles de référence ou si vous connaissez des sites web de qualité traitant du thème abordé ici, merci de compléter l'article en donnant les références utiles à sa vérifiabilité et en les liant à la section « Notes et références ».
Sdérot (API : [sdeˈrɔːt] ; hébreu : שְׂדֵרוֹת, signifiant « boulevards » ; en arabe : سديروت (son ancien nom est Najd (en), نجد), ville du sud d’Israël, est une enclave dans le Conseil Régional Sha'ar HaNegev.
À l’est de Sdérot, passe l’aqueduc national d'Israël qui descend jusqu’au kibboutz Maguen.

## Histoire

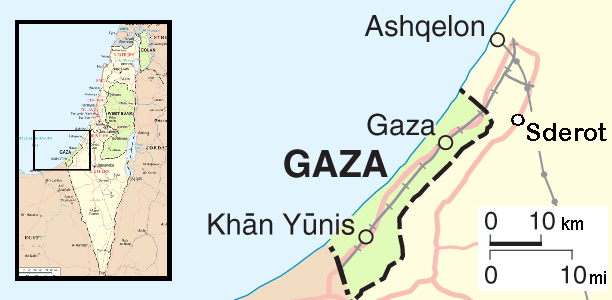
Situation géographique de Sdérot par rapport à la bande de Gaza.

Sdérot a été fondée en 1951 à proximité du camp de transit (« ma’abara ») de Gevim-Dorot, situé près du village arabe de Najd qui a été dépeuplé pendant la guerre d'indépendance d'Israël. La plupart de ses premiers résidents juifs sont d’origines kurde et perse. Ils s’installent provisoirement dans des tentes et des cabanes avant de bâtir des structures plus permanentes. Dès 1954, les premières maisons sont construites pour loger les habitants de la ma’abara.
La ville continue de recevoir de nombreux immigrants du Maroc et de Roumanie tout au long des années 1950.
Au recensement de 1961, 87 % des immigrants de la ville viennent d’Afrique du Nord (essentiellement du Maroc) tandis que 11 % des résidents viennent du Kurdistan. Sdérot prend le statut intermédiaire de « conseil local » en 1958.
Dans les années 1990, Sdérot accueille une large population originaire de l’ex-URSS et double sa population pendant cette décennie. Elle obtient le statut de ville en 1996.
Sa proximité avec la bande de Gaza (à moins de 2,5 km) en fait une cible facile pour les bombardements au mortier et à la roquette du Hamas et du Jihad islamique depuis le début de la seconde Intifada. Au 23 novembre 2007, 6 311 roquettes se sont abattues sur la ville en 23 ans.
Le 9 février 2008, la tragédie des deux frères Twito, Rami et Osher, frappés par une roquette, a suscité une vive émotion en Israël et un large mouvement de sympathie envers les habitants de Sdérot. Le petit Osher, qui a perdu une jambe dans cette explosion. Osher a vu défiler dans sa chambre d’hôpital des milliers de visiteurs, dont certaines personnalités politiques et religieuses (y compris le premier ministre israélien, et il a même rencontré le président américain Barack Obama). Il a fait l’objet de nombreux reportages dans les médias israéliens et est devenu une célébrité et un symbole des victimes du conflit israélo-palestinien[réf. nécessaire].

### 7 octobre 2023
Le 7 octobre 2023, la ville de Sderot est une des cibles des militants du Hamas qui détruisent la station de police où 18 policiers sont tués et environ 20 civils sont abattus dans les rues de la ville,,. 90 % des 36 000 résidents de la vile sont évacués dans les jours qui suivent l'attaque. 
Le trafic ferroviaire vers Sderot reste interrompu du 7 octobre 2023 au 2 février 2025.

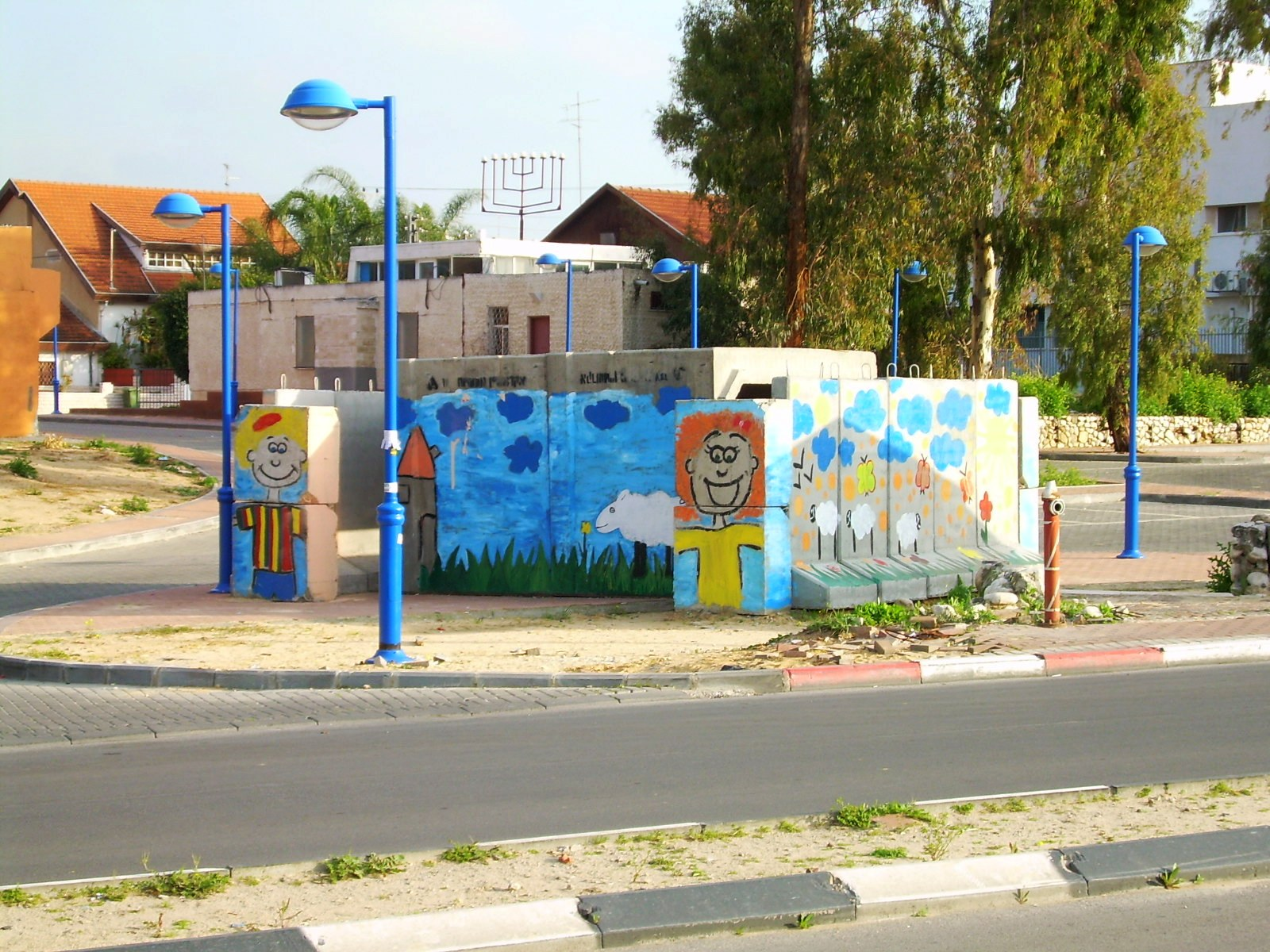
Entrée d’accès d’un abri contre les roquettes.
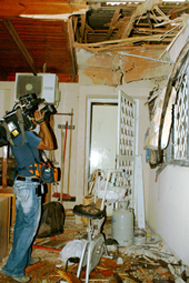
Une maison de Sdérot touchée par un Qassam.
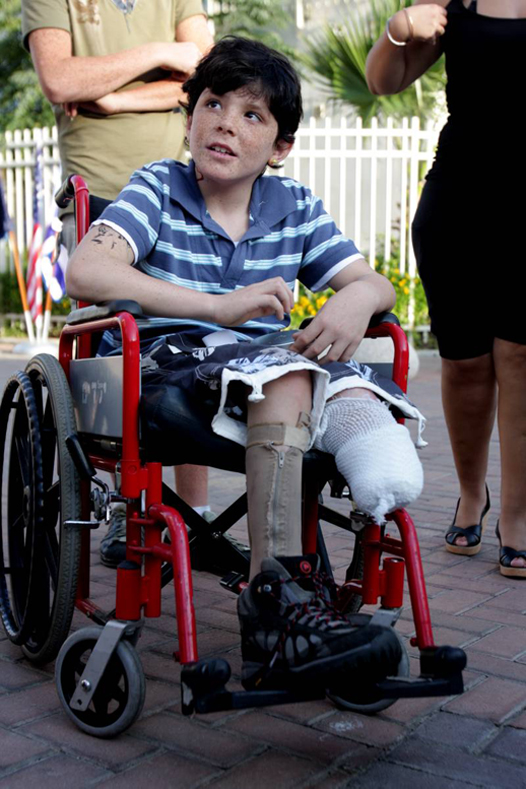
Osher Twito.

Le 6 juin 2025, la municipalité inaugure sur le promontoire de Sdérot le premier mémorial permanent dédié au 7 octobre. Y sont aussi installées des jumelles sur pied permettant d’observer la guerre en cours dans la bande de Gaza.

## Situation économique et sociale
Sdérot est une ville qui doit faire face à de grosses difficultés économiques et sociales : Sdérot fait partie de ces « villes de développement » implantées au milieu de nulle part, sans réelle perspective de développement économique, où l’on a envoyé les colons les plus pauvres, venus du Maroc, puis d’ex-URSS et d’Éthiopie. Ces villes comptent 40 % des chômeurs du pays pour une population de seulement 17 %. C’est dire que le taux de chômage est nettement supérieur à la moyenne nationale. Beaucoup d’enfants vivent en dessous du seuil de pauvreté.

## Démographie
|      | Sderot |         | Be'er Sheva |         | Israël (×1000) |         |
| 2009 | 20764  |         | 194591      |         | 7552,0         |         |
| 2010 | 21042  | +1,34 % | 195096      | +0,26 % | 7695,1         | +1,89 % |
| 2011 | 21054  | +0,06 % | 196556      | +0,75 % | 7836,6         | +1,84 % |
| 2012 | 21582  | +2,51 % | 197269      | +0,36 % | 7984,5         | +1,89 % |
| 2013 | 21880  | +1,38 % | 199334      | +1,05 % | 8134,5         | +1,88 % |
| 2014 | 22473  | +2,71 % | 201086      | +0,88 % | 8296,9         | +2,00 % |
| 2015 | 23090  | +2,75 % | 203604      | +1,25 % | 8463,4         | +2,01 % |
| 2016 | 24016  | +4,01 % | 205810      | +1,08 % | 8628,6         | +1,95 % |
| 2017 | 25139  | +4,68 % | 207551      | +0,85 % | 8797,9         | +1,96 % |
| 2018 | 26458  | +5,25 % | 209002      | +0,70 % | 8967,6         | +1,93 % |
| 2019 | 27635  | +4,45 % | 209687      | +0,33 % | 9140,5         | +1,93 % |
| 2020 | 29074  | +5,21 % | 210595      | +0,43 % | 9289,8         | +1,63 % |

## Personnalités originaires de Sdérot
Le plus célèbre habitant de la ville est certainement l’ancien maire de la ville, Amir Peretz, qui a aussi dirigé le Parti travailliste israélien jusqu’en 2007, à l’époque de son mandat en tant que ministre de la Défense du gouvernement Olmert.
Parmi les habitants de la ville, on compte également les membres du groupe de musique israélien Teapacks.
Tamara Zandberg, du parti Meretz, ministre de la protection environnementale du gouvernement Bennett, a été enseignante dans cette ville.

## Jumelages

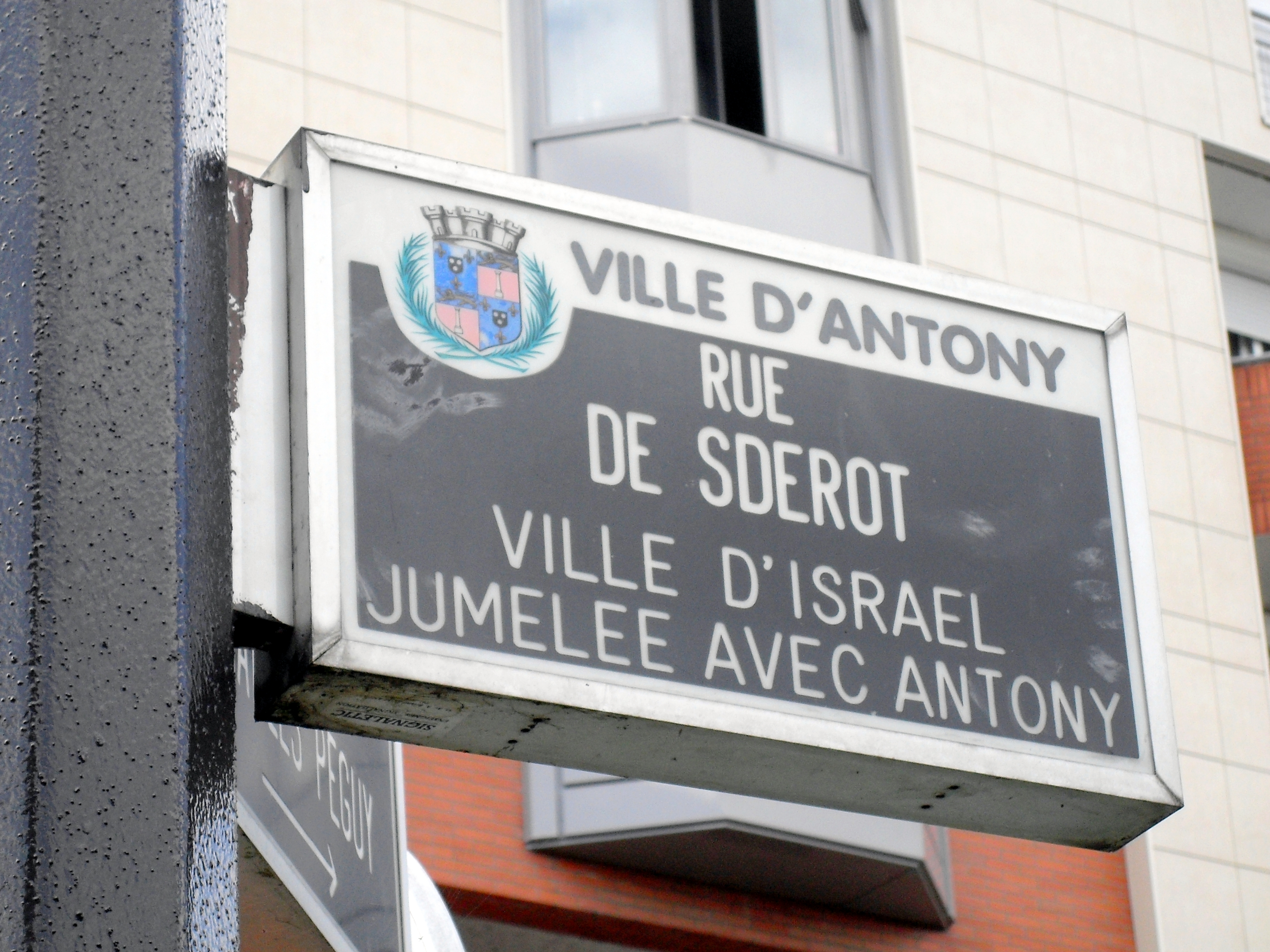
Rue de Sdérot à Antony.

La ville de Sdérot est actuellement jumelée avec :
| Ville | Ville               | Pays | Pays      | Période     |
| ----- | ------------------- | ---- | --------- | ----------- |
|       | Antony              |      | France    | depuis 1984 |
|       | Steglitz-Zehlendorf |      | Allemagne | depuis 1975 |